# 양찬호
양찬호(1984년 4월 6일 ~ )는 대한민국의 만화가이다. 필명은 마사토끼(masatokki).

## 작가 소개
2007년부터 디씨인사이드 카툰 연재 갤러리와 루리웹 등의 사이트에 올린 만화가 유명해지면서 이름을 얻기 시작했다. 정식 데뷔는 2008년부터 만화잡지 부킹에 《누가 울새를 죽였나?》를 연재한 것이나, 큰 유명세를 얻게 된 것은 블로그에 연재한 장편 《킬 더 킹》이 2008년 독자만화대상 온라인만화상을 수상하면서부터였다. 그 후 마사토끼는 웹툰 대신 블로그 연재를 계속하며 출판만화 작업에 주력했고, 그 결과 만화잡지 찬스에 《너와 나의 선》, 《카스텔라 레시피》 등의 작품 연재를 시작할 수 있었다. 웹툰은 2009년 10월 네이트 툰도시에 《2인실》을 연재하면서 시작하였다. 같은 년도에 마사토끼는 《누가 울새를 죽였나?》로 독자만화대상 단편상을 수상했다.
그 자신이 열렬한 만화 독자 인 마사토끼는 처음부터 웹툰 작가의 길로 나가려는 생각을 갖지 않았다. 웹툰이 만화가에게 있어 매력적인 대안이 될 수 없다고 생각했기 때문이었고, 그보다는 외국에서 활성화된 전문 블로거 모델을 시도하거나 쇼핑몰 광고만화, 도서 광고만화 등을 그리면서 출판만화 데뷔를 먼저 준비했다. 그 결과 2008년에 《누가 울새를 죽였나?》로 출판만화 작가로서 데뷔할 수 있었지만 웹툰은 그보다 1년 이상 늦은 2009년의 《2인실》로 데뷔하였다. 그는 '웹툰 작가'이기 이전에 '출판만화 작가'인 것이다.
2013년 현재 찬스 플러스에 《카스텔라 레시피》를 연재하고 있다.

## 주요 작품

### 출판만화

#### 누가 울새를 죽였나?
마사토끼가 스토리를, 《수요전》을 그린 만화가 나노가 작화를 맡았다. 장르는 추리물. 원래 마사토끼의 블로그에 연재된 작품이었으나, 나노가 작화를 맡으면서 2008년 7월 15일자 부킹에 새롭게 연재되었다. 단행본은 출간 일주일만에 초판이 완전 매진될 정도로 많은 인기를 입증했다. 마사토끼의 출판만화 데뷔작. 2009년 제8회 독자만화대상 단편상 수상작. (ISBN 978-89-258-3064-3)

#### 너와 나의 선
마사토끼가 스토리를, 만화가 엄혜진이 작화를 맡았다. 장르는 코믹. 마사토끼의 블로그에 연재한 작품 《너와 나의 선》이 원작. 2009년 11월부터 6개월간 찬스에 연재되었으며, 2010년 단행본으로 출판되었다. 주인공 동진과 선아는 블로그 단편인 《잭 표류기》, 《2학년 화장실 살인사건》의 동진, 선아와 동일인물이다. (ISBN 978-89-258-4803-7)

#### 카스텔라 레시피
마사토끼가 스토리를, 만화가 PnH가 작화를 맡았다. 장편이며 장르는 코믹 판타지. 마사토끼의 블로그에 연재되던 도중에 찬스 연재가 결정되어, 20012월부터 찬스에 연재중이고, 단행본은 2012년 11월 현재 8권까지 출판되었다. 마사토끼가 아마추어 게임으로도 만들어서 공개했던 세계관을 배경으로 하고 있으며, 만화는 쿠베르튀르 마법대학에 전학을 온 소년 스푼 카스텔의 이야기를 다루고 있다. (1권 ISBN 978-89-258-5252-2 2권 ISBN 978-89-258-5862-3 3권 ISBN 978-89-258-6462-4)

### 인터넷 웹툰

#### 2인실
마사토끼가 스토리를, 만화가 신군이 작화를 맡았다. 2009년 10월 21일부터 2011년 2월 22일까지 네이트에 연재되어 완결되었다. 장르는 추리물 총 61화이다. 성공한 외환 딜러 이종환이 밀실에 감금되어 탈출과 생존을 위해 싸움을 벌이는 내용이다. (첫화 바로가기)

#### 가후전
마사토끼가 글을, 만화가 브레이브 치킨이 작화를 맡았다. 2013년 5월 23일부터 [레진코믹스]에 격주 금요일마다 연재하고 있다. (첫화 바로가기)

#### 커피우유신화
마사토끼가 글을, 만화가 joana가 그림을 맡았다. 2010년 1월 21일부터 2012년 4월 26일까지 네이버에서 연재하였다. 총115화에 번외편 3편과 후기 1편으로 구성되었으며 장르는 판타지, 코미디다. '커피의 신'이 된 소년 리하이가 '우유의 여신' 오선지와 만나 세상에 존재하지 않는 '커피 우유'를 탄생시키고자하는 이야기다. (첫화 바로가기)

#### 빵점동맹
마사토끼가 글을, 만화가 joana가 그림을 맡았다. 2012년 8월 16일에 예고펀이 올라왔으며 네이버에서 매주 목요일 연재하고 있다. 의도적으로 빵점을 맞는 소년 임수영과 안타까운 사연으로 수능을 보지 못해 빵점을 맞은 백희지가 만나 수능이라는 것 끝에 무엇이 있는지에 대한 답을 알아가고자 하는 이야기다. (첫화 바로가기)

#### 매치스틱 트웬티
마사토끼가 스토리를, 만화가 도현이 작화를 맡았다. 2011년 4월 9일부터 2011년 11월 12일까지 다음 만화속세상에 연재되었고 현재 28화 번외편 2개(上, 下), 그리고 후기 한 편으로 완결된 상태이다. 장르는 논리극화. '세계 최고의 이야기꾼'이 '세계 최고의 테러리스트'가 일으킨 테러에 휘말려 인질로 붙잡힌 후 다른 인질들에게 들려주는 '세계 최고의 재미있는 이야기'를 그리고 있다. 만화가 원사운드가 이 만화와 관련한 '세계 최고의 거짓말쟁이' 논란을 소재로 만화를 그리기도 했다. 레진코믹스에서 다시 연재를 시작했고, 현재 완결된 상태이다.(첫화 바로가기)

#### 절망 VS 소녀
마사토끼가 스토리를, 만화가 도현이 작화를 맡았다. 네 명의 은행강도에게 납치, 감금된 소녀가 절망과 맞서는 투쟁기를 그린 만화다. 2013년 5월 23일부터 2013년 11월 19일까지 레진코믹스에서 연재되었고 현재 29화로 완결된 상태이다.(첫화 바로가기)

#### 돌발영상
마사토끼가 스토리를, 만화가 레드렌이 작화를 맡았다. 2012년 4월 16일부터 2012년 6월 18일까지 다음 만화속세상에 연재되었고 현재 8화, 후기 한 편으로 완결된 상태이다. 장르는 스릴러 + 공포. 마사토끼의 원래 스타일처럼 "장황하게 이야기를 풀어나가는 웹툰"이 아닌 짧은 단편이며 케이블 PD인 차민수와 카메라맨 이유나가 여배우 강희연과 그녀의 매니저 윤경호 사이에 있었던 사건을 의도치 않게 촬영하게 되면서 생긴 에피소드이다. 마사토끼 스스로 이 만화는 매치스틱 트웬티와 차기 연재작 사이의 공백을 매우기 위한 용도로 만들었다고 밝혔다. (첫화 바로가기)

#### 흉기의 발명
마사토끼가 스토리를, 유레카를 그린 만화가 김윤경이 작화를 맡았다. 2011년 6월 1일부터 2011년 11월 30일까지 네이트에 연재되었고 현재 27화로 완결된 상태이다. 장르는 코믹 추리극. 궁중기술자 장영실이 우포도청 종사관 원도빈과 함께 미궁에 빠진 우포도청 살인사건을 해결하는 과정을 그리고 있다. (첫화 바로가기)

#### 그렇게까지 말한다면 할 수 없잖아!
마사토끼가 스토리를, 만화가 느루가 작화를 맡았다. 2014년 3월 27일부터 2014년 5월 22일까지 레진코믹스에 연재되었고, 현재 12화로 완결된 상태이다. 장르는 미스터리, 학원. 그 녀석을 어떻게 해버렸으면 좋겠어! 헤어진 남친을 향한 은근한 복수. 마사토끼와 느루 콤비의 코믹 단편.

#### 이야기군과 편집양
마사토끼가 스토리를, 매치스틱 트웬티에서 같이 호흡을 맞춘 만화가 도현이 작화를 맡았다. 2015년 3월 15일부터 2015년 4월 19일까지 레진코믹스에서 연재되었고, 현재 12화로 완결된 상태이다. 장르는 미스터리. 한 천재가 스스로의 손으로 죽음을 선택했다. 그의 죽음에 얽힌 비밀을 떠안게 된 이야기꾼은 학창 시절부터의 악우 편집양과 함께 위험하고도 비극적인 진실 찾기에 나서게 되는데...!

#### 루시드 드림
마사토끼가 스토리를, 만화가 Kirty가 작화를 맡았다. Kirty 작가의 데뷔작이다. 2015년, 레진코믹스에 연재되었고, 현재 9화로 완결된 상태이다. 장르는 미스터리 판타지. 꿈속에서 항상 자각몽 상태를 유지할 수 있는 체질의 소년 이래음. 꿈속의 광경... 꿈속의 거리... 꿈속의 존재들에 대한 비밀들과 어린 시절부터 이어진 인연이 엮어내는 삶과 죽음의 드라마.

#### 잠자는 공주와 꿈꾸는 악마
마사토끼가 스토리를 루시드 드림에서 호흡을 맞췄던 만화가 Kirty가 작화를 맡았다. 2015년 6월 8일부터 2016년 3월 14일까지 레진코믹스에서 연재되었고, 현재 47화에 특별편, 에필로그로 완결되었다. 장르는 판타지, 미스터리, 개그. 어느 날 나타나 승부를 제안하는 여학생 악마. 그 대가로 어떤 소원이든 한 가지 들어 주겠다는 달콤한 유혹... 하지만 패배했을 땐 영혼을 빼앗긴다. 잠든 여동생을 구하기 위해 발을 들이게 되는 꿈꾸는 악마와의 위험한 승부!

#### 킬더킹
마사토끼가 스토리를 커피우유신화, 빵점동맹의 만화가 joana가 작화를 맡았다. 원래, 마사토끼의 블로그에서 연재하던 블로그연재작이였다. 2016년 1월 6일, 네이버 만화에서 연재를 시작하였다. 장르는 미스터리, 학원, 개그. 왕의 재능이란 무엇일까? 왕좌의 새로운 주인, 진정한 왕에 걸맞는 재능을 가려내는 게임이 시작된다!

#### 겜블러 VS. 초능력자
마사토끼가 스토리를 매치스틱 트웬티의 만화가 도현이 작화를 맡았다. 2016년 1월 26일부터 2016년 7월 5일까지 레진코믹스에서 연재되었고, 24화 완결이다. 장르는 미스터리, 스포츠. 초능력자 VS. 세계제일의 갬블러. 전부 얻거나 전부 잃기 전에는 일어날 수 없는 판돈 총 3천억의 데스매치. 도박의 본질과 역사가 인간의 한계를 넘어 도전받는 희대의 승부가 지금 펼쳐진다!

#### 짝과 홀
마사토끼가 스토리를 만화가 녹차가 작화를 맡았다. 원래, 마사토끼의 블로그에서 연재하던 블로그연재작이였다. 2015년 8월 5일부터 2016년 3월 30일까지 연재되었고, 40화, 에필로그로 완결되었다. 장르는 스포츠, 학원. 모두가 아무런 생각 없이 하고 있는 홀짝 게임. 하지만 그 게임에 필승법이 있다면? 홀짝의 맹자들이 격돌하는 수라장에서 잡아먹을 것인가 잡아먹힐 것인가 서로의 지략이 교차하는 홀짝 배틀이 펼쳐진다!

#### 어쩌면 용사
작가 마셀린이 스토리를 마사토끼가 작화를 맡았다. 스토리 작가로 유명하던 마사토끼가 작화를 맡아 많은 이를 놀라게 하였다. 2016년 4월 17일부터 2016년 7월 24일까지 연재되었고, 14화, 번외편으로 완결되었다. 모험도 소동도 없이 조용히 살고 싶은 나의 일상에 외계인(자칭)과 로봇(자칭)과 지구방위대(자칭)와 대마왕(자칭)이 찾아왔다. 나 빼고 전부 정신병자인 중2병 월드에서 소중한 나의 일상을 지켜나가는 장대한 모험기.

#### 내 집사는 비정규직
마사토끼가 스토리를, ASURA가 작화를 맡았다. 레진코믹스에서 연재되었다. 70화, 에필로그로 완결되었다.

### 블로그 연재작품
작화가가 따로 있는 출판만화나 웹툰과 달리 블로그 연재 작품은 마사토끼가 작화까지 직접 하여 연재하고 있다.

#### 장편

##### 킬 더 킹
2007년 1월 3일에 연재를 시작하여, 마사토끼의 웹툰 및 출판만화 작업량 증가를 이유로 2010년 6월 6일 제 241화를 끝으로 연재가 잠정 중단된 작품이다. 고아원에서 자란 민아리와 이지훈이 고아원의 후원자 '아저씨'와 재단의 비밀을 알아내기 위해 '킹 카드'를 모아가는 이야기를 그리고 있다. 2008년 제9회 독자만화대상 온라인만화상 수상작이며 마사토끼가 결정적으로 이름을 알린 계기가 된 작품. (첫화 바로가기). 2016년 1월 7일에 네이버에서 이전에 빵점동맹, 커피우유신화에서 함께한 joana와 연재를 시작했다.

##### 짝과 홀
2007년 11월 18일에 연재를 시작하여, 2008년 6월 19일 제 58화를 끝으로 완결된 작품이다. 한 고등학교에서 이루어지는 홀짝 게임을 둘러싸고 벌어지는 캐릭터들 간의 두뇌싸움을 그리고 있다. 《킬 더 킹》의 주인공인 이지훈이 등장한다. (첫화 바로가기)

##### 청과 적
2008년 11월 25일에 연재를 시작하여, 2009년 11월 7일 제 32화를 끝으로 연재가 잠정 중단된 작품이다. 중앙고등학교를 무대로 이루어지는 '청과 적'이라는 도박게임을 둘러싸고 벌어지는 이야기를 그리고 있다. (첫화 바로가기)

#### 단편
- 2007년
  - 밤하늘의 별이라도...[깨진 링크(과거 내용 찾기)]
  - 사랑과 우정과 운명의 신[깨진 링크(과거 내용 찾기)]

- 2008년
  - 그렇게까지 말하는데 할 수 없잖아 (1~17) : 여고생인 지수가 친구인 주리를 도와 주리를 찬 남자친구 '동태눈' 소년에게 복수하는 이야기.
  - 과체중 아가씨
  - 본격 게임만화 파이널 파이트 1
  - 나물의 달인 나물킹
  - 광고의 달인 광고킹
  - 잘 던지는 소년[깨진 링크(과거 내용 찾기)]
  - 행복이론
  - 잭 표류기
  - 프린키피아[깨진 링크(과거 내용 찾기)]

- 2009년
  - 추리만화 2학년 화장실 살인사건 (1~13) : 《너와 나의 선》의 동진과 선아가 탐정부를 만들었다가 교내 화장실 살인사건에 휘말리는 이야기.
  - 게임만화 삼국지 영걸전 (1~3) : 코에이의 유명 PC게임 삼국지 영걸전을 클리어하는 속칭 '1599 방법'을 소개하고 있다.
  - 추리만화 완벽한 다잉메세지 (사건편), (해결편) : 추리만화의 피해자로서 모범을 보이는 이동삼 씨가 등장.
  - 본격 게임만화 파이널 파이트 2
  - 게임만화 빵공장
  - 이세상 아직은 훈훈해 (1~5) : 남자친구가 다른 사람과 결혼할 위기에 처해있는 미경씨를 직장 상사들과 주변인들이 도와주는 훈훈한 단편.
  - SHOCKMAN 쇼쿠만 (1~4) : 인기만화 '트레저 트루퍼스'의 만화작가 라이와 작화가 스켈톤이 '숙쟈'씨 때문에 서로를 견제하면서 생기는 해프닝을 그림. 제목은 일본만화 바쿠만을 패러디.
  - 만화책 수집의 과거와 미래

- 2010년
  - 서울메트로 특급 살인사건
  - 14성냥개비 하우스퍼즐
  - 삼국지 단편: 삼국지 여백사전(정사 후한서 여백사전)
  - 종점역괴담
  - 요리배틀쿡킹(上中下) : 각종 요리만화의 클리셰(cliche)들을 코믹하게 비틀어 패러디한 단편.
  - 게임만화 리듬게임 매니아를 허무하게 만드는 만화
  - 남자학교앞 패스트푸드점 살인사건
  - 짬밥에 세뇌약을 넣는다고?
  - 본격! 도미노소년(1~5) : 도미노 세계기록 보유자인 고등학생 미노가 자신을 무시한 기철이와 승우를 엄청난 스케일의 도미노로 복수를 하는 단편.
  - 마사컷만화
  - 배틀 스페이스쉽
  - 핍스를 털러가자
  - 삼국지 단편: 조자룡 또다시 아두를 구하다
  - 치킨 만화
  - 마사토끼 vs 개미
  - 삼국지 단편: 조조 일생일대의 실수를 할뻔하다

- 2011년
  - 삼국지 단편: 삼국지 진궁전
  - 욕구불만커플
  - 부자이론
  - 진정한 교훈
  - 뉴에이지 살인사건
  - 마사컷만화 2
  - 컴퓨터게임의 폭력성을 증명하다
  - 인간vs학교(1~7) : 디스커버리 채널의 인기 시리즈 인간과 자연의 대결 (원제 Man vs Wild) 을 패러디하여, 고등학생 '김인간'이 지구상에서 가장 위험한 장소인 '한국의 인문계 남자 고등학교'에서 살아남는 법을 소개하는 단편.
  - 미합중국 아직은 훈훈해 : 2011년 5월 2일 붙잡혀 사망한 오사마 빈 라덴이 사실은 미국의 보호 프로그램을 통해 새 삶을 찾았다는 훈훈한 이야기를 그림. 미국 FOX 뉴스의 '오바마 빈 라덴 사망' 해프닝에서 아이디어를 얻었다고 한다.

#### 기타 작업
- 만화만 그려서 먹고살기
- 블로거로서 먹고살기
- 만화로 리뷰하기
- 쇼핑몰 위즈홀릭 홍보만화
- 쇼핑몰 스팟세일 홍보만화